# Montecorto
Montecorto è un comune spagnolo di 649 abitanti situato nella comunità autonoma dell'Andalusia. Si costituì come comune autonomo il 17 ottobre 2014 distaccandosi da quello di Ronda.